# 安姆人
安姆人，（鄒語：Angmu），是台灣鄒族神話中的民族之一，和鄒族、馬雅人為兄弟族，在大洪水後前往西部平原定居。

## 傳說

### 外表
安姆人有著紅色的毛髮、藍眼、高個子，跟鄒族人非常不一樣，其名字的意思也是「紅毛人」。

### 起源
太古時期，大神哈莫受主神妮芙努的指派去創造人類，祂因此降臨到巴頓郭努山（Patungkuonu ，玉山）上，並搖動起楓樹，落下來的葉子和果實變成鄒族人和馬雅人的始祖，他又搖動起茄冬樹，製造出了安姆人跟布杜人。

### 大洪水
後來大鰻督悠匝引發了大洪水，安姆人和其他族群一起躲到巴頓郭努山山上，直到大水退去準備下山時，和鄒族、馬雅人與布杜人折弓立誓，作為之後相認的依據，安姆人取了弓的尾端。後來他們和馬雅人一起前往西部平原定居，住在札哈木（ca'ahamü，今台南地區）。

### 其他傳說
在大洪水後，安姆人就不常出現在鄒族的神話中，但仍然有鄒族耆老記得過去祖先經常下山去找安姆人交換鹽（yaasiu）、貝珠（yaakacace）、火藥（yaafuu）、鉛彈（yaapania）、中藥（yaakapyaku）等物資，札哈木還被部分鄒族認為是他們傳統的領域之一（因為安姆人跟他們是兄弟族），後來鄭成功來到台灣、打敗了安姆人，部分安姆人逃往山上，被鄒族接回部落生活，現今在特富野大社中，有些家族如nia'ucna（溫）、yasiungu（安）等，就因為跟那些安姆人通婚而有他們的身體特徵。
另外，鄒族的文化中，曾文溪有多處（如新美村附近）被稱為「出木諾安姆」（Tshumu no angmu，紅毛人之水）的泉水，據說是他們曾在打獵中追蹤一個來歷不明的安姆人，那個人害怕的跑起來，並且喝了那裡的泉水後，跑步就突然變快很多，鄒族再也追不上。

## 真身
根據傳說的外表和經歷，安姆人應該是曾經統治台南一帶的荷蘭人，因為他們是最早與鄒族接觸的西洋人（紅毛人），而「Angmu」的意思也很有可能是源自台語的「紅毛」（Âng-mn̂g）。
但是，從鄒族人跟安姆人交換生活物資的傳說來看，他們也很有可能是更早以前住在台南沿海一帶的西拉雅族人，如他們住的地方「ca'ahamü」的發音，就是由台語的「Tshiah-khàm」（赤崁）轉變而來，也就是西拉雅族的赤崁社(西拉雅語：Chakam)。
綜上所述，今天的安姆人很有可能是荷蘭人和西拉雅人的複合形象。